# Seleção Nigerina de Voleibol Masculino
A seleção nigerina de voleibol masculino é uma equipe do continente africano, composta pelos melhores jogadores de voleibol do Níger. É mantida pela Federação Nigerina de Voleibol (FNVB). Encontra-se na 214ª posição do ranking mundial da FIVB segundo dados de setembro de 2021.